# Либерти (округ Талса, Оклахома)
Либерти (енгл. Liberty, Tulsa County) град је у америчкој савезној држави Оклахома.

## Демографија
По попису из 2010. године број становника је 220, што је 36 (19,6%) становника више него 2000. године.
| Група             | 2000.       | 2010.       |
| Белци             | 157 (85,3%) | 176 (80,0%) |
| Афроамериканци    | 0 (0,0%)    | 0 (0,0%)    |
| Азијати           | 0 (0,0%)    | 1 (0,5%)    |
| Хиспаноамериканци | 0 (0,0%)    | 8 (3,6%)    |
| Укупно            | 184         | 220         |